# Quartel-mestre
Em várias forças armadas, quartel-mestre, conforme os casos, corresponde a uma graduação ou a uma função, no exército ou na marinha.
Nos exércitos de vários países, o quartel-mestre é a função do militar encarregue da administração financeira e do abastecimento de uma unidade militar.
Em várias marinhas, a denominação «quartel-mestre» constitui uma graduação correspondente à de sargento ou de cabo nas forças terrestres. Noutras marinhas, o quartel-mestre não é uma graduação, mas uma função específica, normalmente associada à navegação.

## Quartel-mestre nos exércitos
No que se refere às forças terrestres, o termo "quartel-mestre" tem origem na Alemanha, onde o Quartiermeister era o oficial da corte responsável pelo quartel ou alojamento do monarca. A partir do século XVII, o termo começou a ser usado em vários exércitos para designar o oficial responsável pela administração e abastecimento de uma unidade militar.
Mais tarde, por analogia com os quartéis-mestres, os oficiais generais encarregues da administração e abastecimentos dos exércitos ou grandes unidades, em alguns países, passaram a ser designados "quarteis-mestres-generais".

### EUA
No Exército dos EUA, o Corpo de Quartel-Mestre é o ramo encarregue do abastecimento de alimentos, combustíveis, água e outros itens. No passado, os seus membros eram também designados "quartéis-mestres".

### Portugal
No Exército Português, entre o início do século XVIII e o final do século XIX, o quartel-mestre era o oficial encarregue da administração e abastecimento de um regimento. Os quartéis-mestres tinham a patente de tenentes e estavam integrados no estado-maior regimental.
No século XIX, cada quartel-mestre passou a ser coadjuvado por um sargento quartel-mestre, o qual constituía o sargento mais graduado do regimento a seguir ao sargento-ajudante.

### Reino Unido
No Exército Britânico, o quartermaster (quartel-mestre) é o oficial responsável pelo abastecimento de um batalhão ou regimento, com a patente de capitão ou major. Por tradição, é sempre um oficial tarimbeiro, com origem na categoria dos sargentos. Algumas unidades também dispõem de um quartel-mestre técnico, encarregue do abastecimento de material técnico.
Cada quartel-mestre é coadjuvado por um regimental quartermaster sargent (sargento quartel-mestre regimental) e por uma equipa de provisores.

## Quartel-mestre nas marinhas

### EUA
Na Marinha dos EUA, o quartermaster (quartel-mestre) é o praça que tem a seu cargo a navegação e a manutenção, correção e preparação de cartas e outras publicações náuticas durante um quarto de vigia. Também é responsável pelos relógios e instrumentos de navegações, bem como pela instrução dos timoneiros e vigias do navio.

### França
Na Marine nationale francesa quartier-maître (quartel-mestre) é graduação equivalente à de cabo das forças terrestres.

### Noruega
Na Marinha da Noruega, existe a graduação de Kvartermester (quartel-mestre), que corresponde à de sargento do exército.

### Reino Unido eCommonwealth
Nas marinhas do Reino Unido e de outros países da Commonwealth, o quartermaster (quartel-mestre) é o marinheiro que desempenha a função de timoneiro.